# Arthur McMahon
Arthur Eamonn McMahon (ur. 7 maja 1921 w Cootehill, zm. 15 sierpnia 1990 w Blessington) – irlandzki strzelec, olimpijczyk.
Reprezentował Irlandię na igrzyskach olimpijskich w latach 1968 (Meksyk) i 1972 (Monachium). Na obu startował w skeecie, zajmując odpowiednio: 47. i 53. miejsce.

## Wyniki olimpijskie
| Igrzyska | Konkurencja | Wynik       | Miejsce | Źródło |
| -------- | ----------- | ----------- | ------- | ------ |
| IO 1968  | Skeet       | 170 punktów | 47      | [ 1 ]  |
| IO 1972  | Skeet       | 174 punkty  | 53      | [ 2 ]  |